# Shahrestān di Maragheh
Lo shahrestān di Maragheh (farsi شهرستان مراغه) è uno dei 19 shahrestān) dell'Azarbaijan orientale, in Iran. Il capoluogo è Maragheh. Lo shahrestān è suddiviso in 2 circoscrizioni (bakhsh): 
- Centrale (بخش مرکزی)
- Saraju (بخش سراجو)